# Brinckheim
Brinckheim es una comuna francesa situada en la circunscripción administrativa de Alto Rin y, desde el 1° de enero de 2021, en el territorio de la Colectividad Europea de Alsacia, en la región de Gran Este.
Forma parte de la región histórica y cultural de Alsacia,

## Demografía
| 221 | 191 | 193 | 253 | 285 | 328 | 416 |
| Para los censos de 1962 a 1999 la población legal corresponde a la población sin duplicidades (Fuente: INSEE [Consultar]) |     |     |     |     |     |     |